# St. Sophia (Erbach)

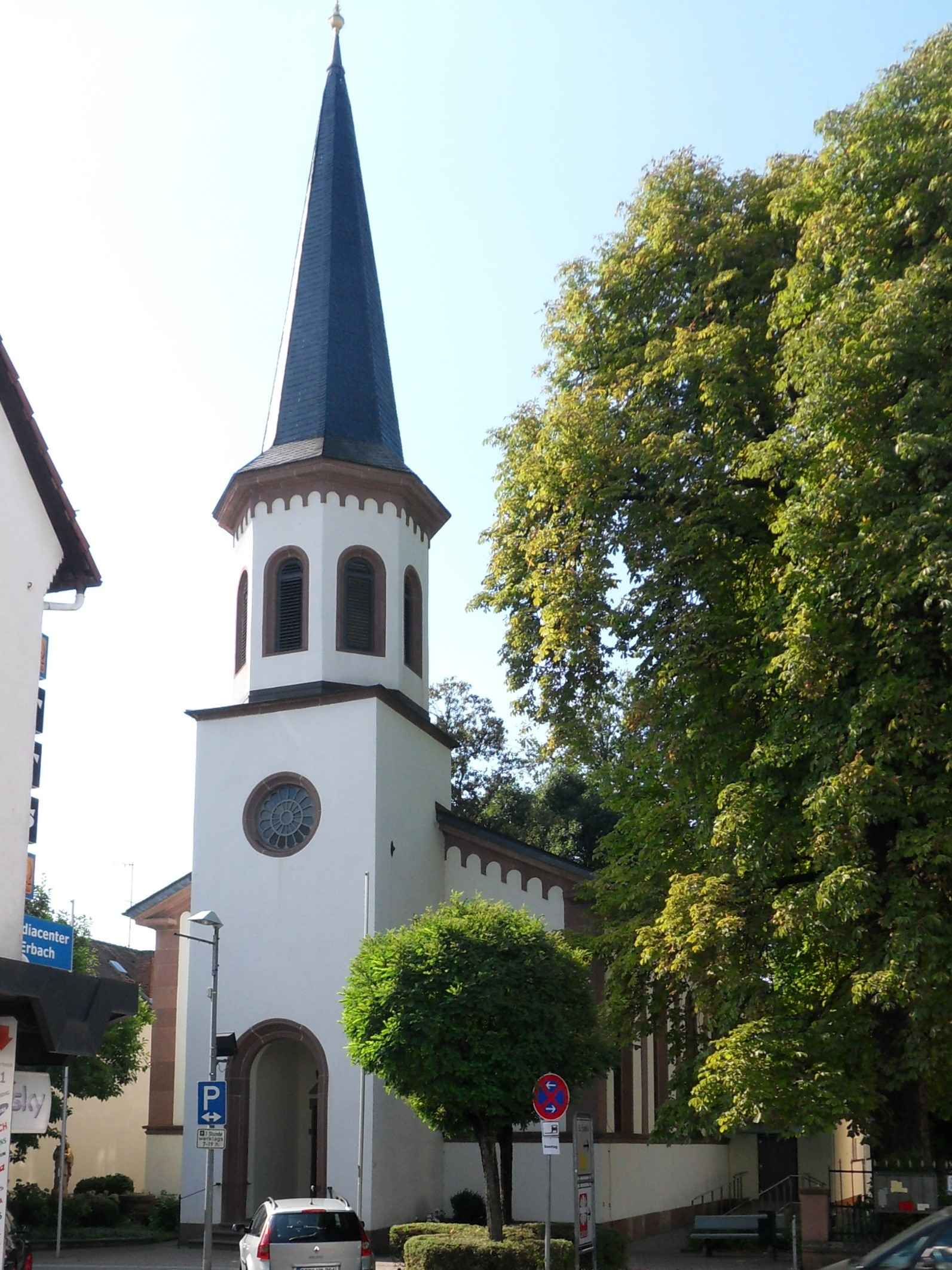
Kirchturm und Hauptportal

Die Katholische Pfarrkirche St. Sophia ist ein denkmalgeschütztes Kirchengebäude an der Hauptstraße der südhessischen Kreisstadt Erbach (Odenwald). Der Sakralbau entstand in den Jahren 1842/43 nach Entwürfen des Baumeisters Sylvester Stockh (1774–1855) auf einem Grundstück, das von Graf Eberhard zu Erbach-Erbach der Gemeinde geschenkt worden war. Die Kirche wurde der Märtyrerin Sophia von Rom geweiht.
Der schlichte Putzbau weist einen vorgelagerten Glockenturm mit quadratischem Grundriss auf, der oberhalb des Dachs achtseitig ausgeführt ist und mit einem oktogonalen Spitzhelm abschließt. Die Fassade ist durch Werkstein-Rundbögen gegliedert.
Im Garten der Kirche befindet sich eine St.-Josephs-Figur aus dem Jahr 1891, die ursprünglich in der zweiten, mittlerweile zerstörten katholischen Schule in der Martin-Luther-Straße stand.

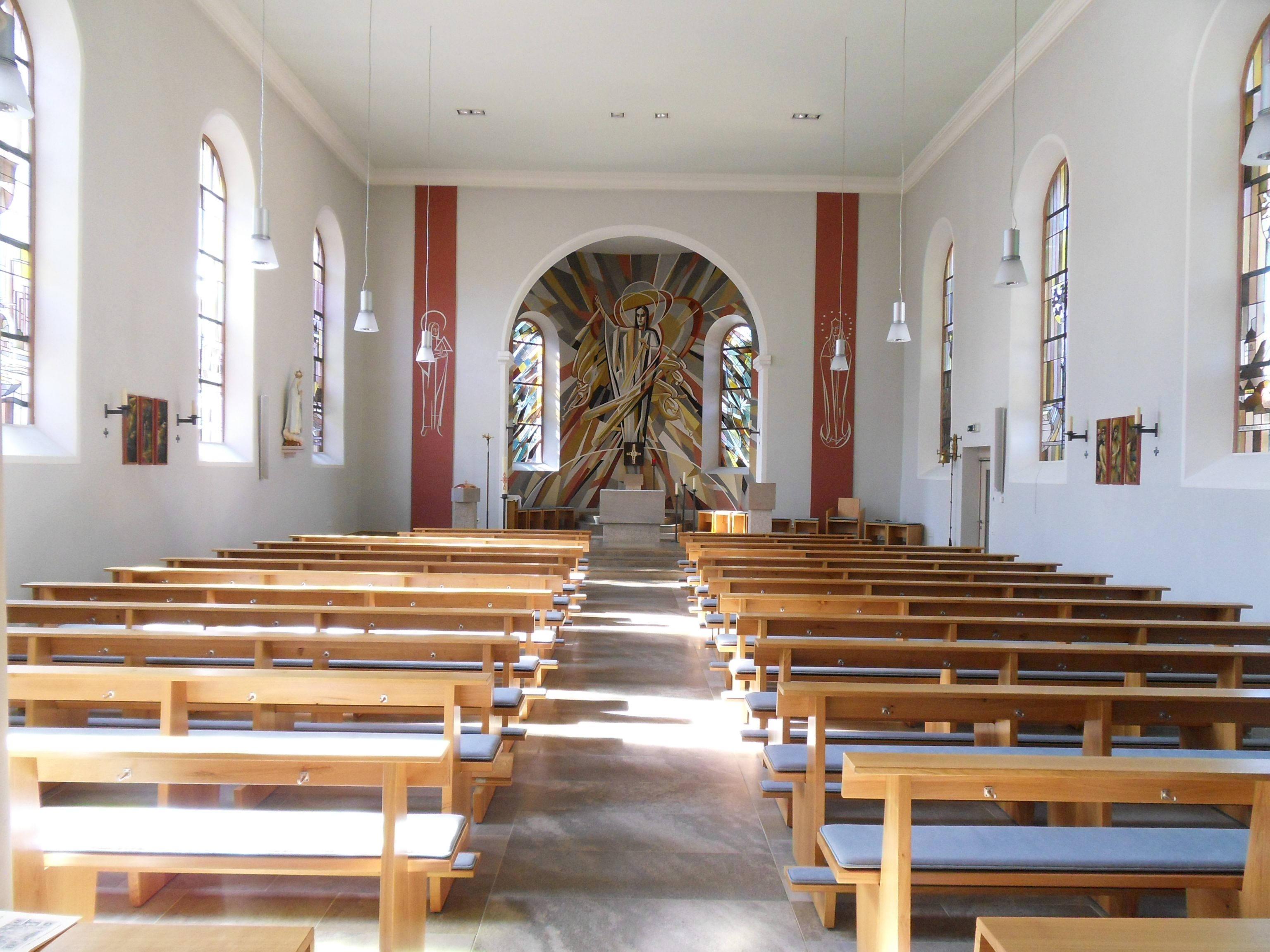
Saal und Altar